# 藤井寺市の地名
本項藤井寺市の地名（ふじいでらしのちめい）では、大阪府藤井寺市における町名や大字名を中心に、本市ならびに前身の藤井寺道明寺町・美陵町成立以来の地名の変遷について記述する。

## 現行行政町名
まず市内の現行の町字名を五十音順に列挙する。

### あ行
- 青山1 - 3丁目
- 梅が園町
- 恵美坂1 - 2丁目
- 大井1 - 5丁目
- 岡1 - 2丁目

### か行
- 春日丘1 - 3丁目
- 春日丘新町
- 川北1 - 3丁目
- 北岡1 - 2丁目
- 国府1 - 3丁目
- 古室1 - 3丁目
- 小山1 - 9丁目
- 小山新町
- 小山藤の里町
- 小山藤美町

### さ行
- さくら町
- 沢田1 - 4丁目
- 惣社1 - 2丁目

### た行
- 津堂
- 津堂1 - 4丁目
- 道明寺1 - 6丁目

### な行
- 西大井1 - 2丁目
- 西古室1 - 2丁目
- 野中1 - 5丁目

### は行
- 林1 - 6丁目
- 東藤井寺町
- 藤井寺1 - 4丁目
- 藤ケ丘1 - 4丁目
- 船橋町
- 北條町

### ま行
- 御舟町

### ら・わ行
- 陵南町

## 町字名の変遷
藤井寺道明寺町は1959年（昭和34年）、南河内郡藤井寺町・道明寺町が合併することにより成立。合併各町の大字を継承した14大字を編成。
旧藤井寺町
- 岡（1968年廃止）
- 野中（1967年廃止）
- 藤井寺（1968年廃止）
- 小山（1968年廃止）
- 丹北小山（1970年廃止）
- 津堂

旧道明寺町
- 大井（1970年廃止）
- 国府（1970年廃止）
- 道明寺（1970年廃止）
- 船橋（1970年廃止）
- 北條（1970年廃止）
- 古室（1973年廃止）
- 沢田（1973年廃止）
- 林（1970年廃止）

1960年（昭和35年）、改称して美陵町となる。
1966年（昭和41年）、市制施行・改称して藤井寺市となる。
昭和40年代頃
- 梅が園（直前不詳、1970年廃止）

1968年（昭和43年）
- 青山1 - 3丁目（野中の一部より）
- 春日丘1 - 3丁目（岡の一部より）
- 春日丘公団（岡の一部より、2008年廃止）
- 西古室1 - 2丁目（小室・沢田の各一部より）
- 野中1 - 5丁目（野中の一部より）
- 東藤井寺町（藤井寺・小山の各一部より）
- 藤井寺1 - 4丁目（藤井寺・岡の各一部より）
- 藤井寺公団（藤井寺の一部より、2005年廃止）
- 藤ケ丘1 - 4丁目（野中・藤井寺の各一部より）
- 陵南町（野中の一部より）

1969年（昭和44年）
- 恵美坂1 - 2丁目（岡の一部より）
- 岡1 - 2丁目（岡・藤井寺の各一部より）
- 北岡1 - 2丁目（岡の一部より）
- 小山1 - 9丁目（岡・小山・丹北小山・林の各一部より）
- 小山新町（小山の一部より）
- 小山藤の里町（小山の一部より）
- 小山藤美町（小山の一部より）
- 沢田1丁目（沢田・小室の各一部より、1970年3 - 4丁目、1973年2丁目がそれぞれ成立）
- 伴林1丁目（林の一部より、1970年廃止）
- 西大井1 - 2丁目（大井の一部より）
- 御舟町（藤井寺・小山・岡の各一部より）

1970年（昭和45年）
- 梅が園町（梅が園・国府の各一部より）
- 大井1 - 5丁目（大井・国府・北條の各一部より）
- 川北1 - 3丁目（大井・北條の各一部より）
- 国府1 - 3丁目（国府・沢田・道明寺の各一部より）
- 古室2 - 3丁目（沢田・小室の各一部より、1973年1丁目が成立）
- 惣社1 - 2丁目（国府の一部より）
- 津堂1 - 4丁目（丹北小山・津堂・小山1 - 9丁目の各一部より）
- 道明寺1 - 6丁目（沢田・道明寺の各一部より）
- 林1 - 6丁目（伴林1丁目と林・国府の各一部より）
- 船橋町（船橋・北條・国府・梅が園の各一部より）
- 北條町（北條・船橋・大井の各一部より）

2005年（平成17年）
- さくら町（藤井寺公団より改称）

2008年（平成20年）
- 春日丘新町（春日丘公団より改称）

## 参考資料
- 角川日本地名大辞典 27 大阪府（1983年、角川書店）